# Käthen
Käthen ist eine Ortschaft und ein Ortsteil der Stadt Bismark (Altmark) im Landkreis Stendal in Sachsen-Anhalt.

## Geographie

### Lage
Käthen, ein Straßendorf mit Kirche, liegt 12 Kilometer südöstlich von Bismark zwischen Stendal und Gardelegen in der Altmark. Am westlichen Ortsrand strömt die Uchte, die nördlich des Dorfes nach Osten in Richtung Stendal abbiegt. Die ausgedehnten Wälder westlich von Käthen gehören zu den nördlichen Ausläufern der Colbitz-Letzlinger Heide.
Nachbarorte sind Klinke im Nordwesten, Deetz im Norden, Nahrstedt im Osten, Vinzelberg im Süden und Volgfelde im Südwesten.

### Ortschaftsgliederung
Zur Ortschaft Käthen mit der Gemarkung Käthen gehört der Ortsteil Käthen mit den Wohnplätzen Bahnhof Vinzelberg im Südosten von Käthen und Deetzerwarthe im Nordwesten, gegenüber der Deetzer Warte gelegen, die jedoch zur Gemarkung Deetz gehört.

## Geschichte

### Mittelalter bis Neuzeit
Das vermutlich ursprünglich slawisch besiedelte Dorf taucht erstmals 1254 als villa Kotene in einer Urkunde auf, als Markgraf Otto dem Kloster Neuendorf Einnahmen von zwei Pfund im Dorf vereignete, was im Jahr 1278 bestätigt wurde. Im Landbuch der Mark Brandenburg von 1375 wird das Dorf als Coten und Coeten aufgeführt. Es umfasste 10 Hufen, die von Gohr und andere hatten dort Besitz. Weitere Nennungen sind 1466 Koten, 1473 Kothen, 1540 Kothen, 1600 Köthen, 1687 Käthen, 1775 Käthen, Kähten oder Köhten und 1804 Köthen, Dorf mit zwei Gütern, Schmiede, Wassermühle und einem Förster. Die beiden Rittergüter waren 1840 bereits mit dem Rittergut Deetz vereinigt.
1845 wurde in Käthen ein Waisenhaus für Jungen errichtet, das am 1. April 1901 aufgelöst wurde. Es war von Wilhelm von Kröcher errichtet worden, der die Güter Käthen und Deetz erworben hatte.
Mit dem Bau der Eisenbahnlinie Gardelegen-Berlin, um 1851, siedelten sich Händler und Handwerker in Käthen an. Es entstand das Altmärkische Kornhaus und eine Dampfmolkerei an der Straße zum Bahnhof, die 1960 noch als Wohnplatz ehemalige Molkerei ausgewiesen war.

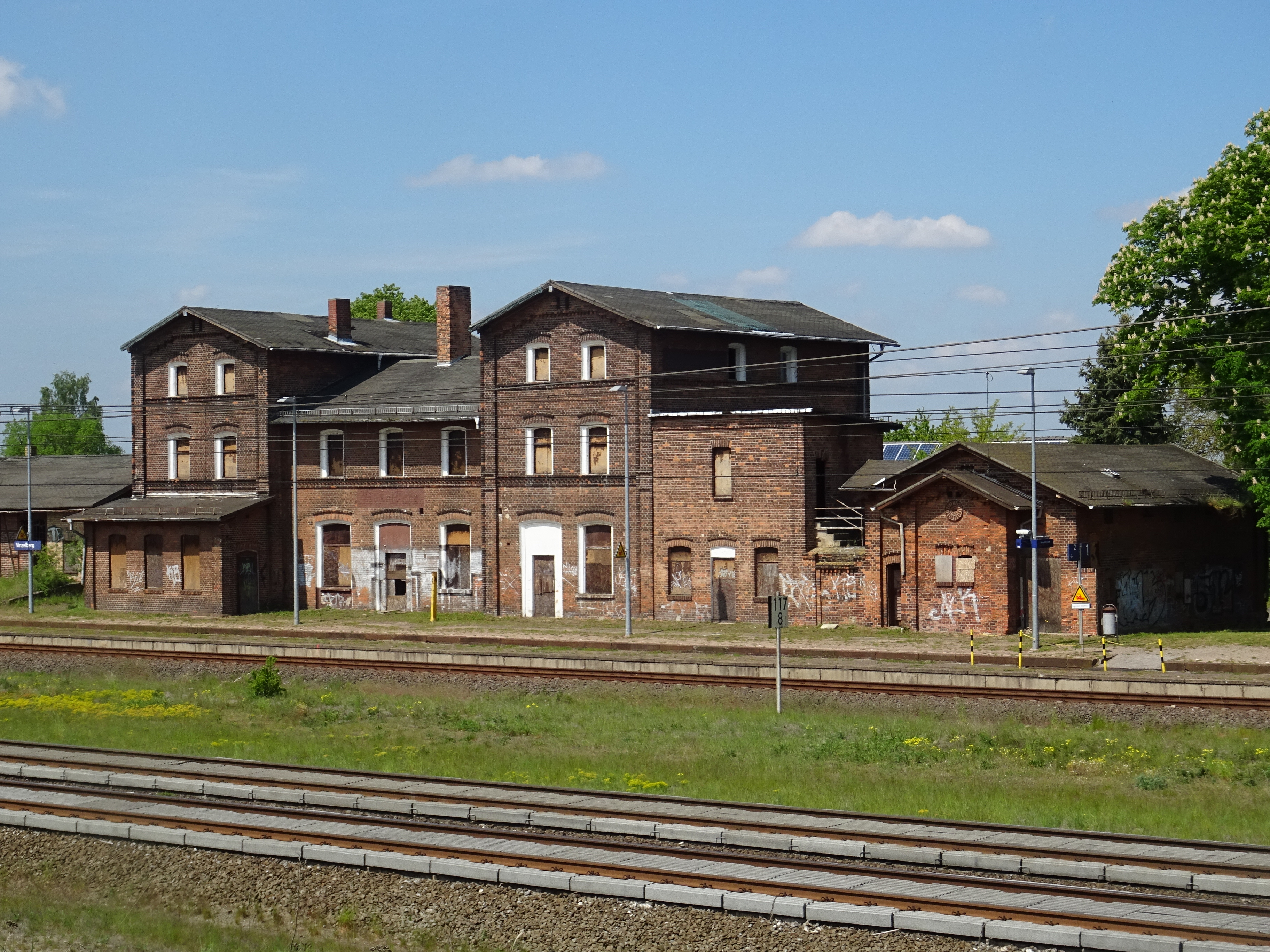
Bahnhof Vinzelberg

Der Bahnhof Vinzelberg wurde 1870 errichtet und 1871 eingeweiht, hieß früher auch Staatsbahnhof. Nördlich davon befand sich von 1901 bis 1921 der Schmalspur-Bahnhof Vinzelberg der Altmärkischen Kleinbahn, eine Station an der Schmalspurbahn Groß Engersen–Vinzelberg.
Bei der Bodenreform wurden 1945 ermittelt: 41 Besitzungen unter 100 Hektar hatten zusammen 527 Hektar, zwei Kirchenbesitzungen hatten 9 Hektar und die Gemeinde 4 Hektar Land. Aufgeteilt wurden 59,7 Hektar, davon erwarben 22,3 Hektar 7 landarme Bauern mit Besitz unter 5 Hektar, 32 Hektar 7 landlose Bauern und Kleinpächter, 5,2 Hektar 6 Industriearbeiter.

### Wappen
Martin Ehlies beschrieb 1928 ein Wappen der Gemeinde Käthen als „eine mit dem Turm nach rechts gewandte Kirche im goldenen Feld“. Manche beziehen diese Beschreibung auf eine Familie von Käthen.

### Archäologie
Im Jahre 1930 wurde berichtet: In der Kiesgrube des Dorfes Käthen stieß man bei der Kiesnutzung auf bronzezeitliche Gräber. Zwei Gefäße wurden geborgen und an die Schule an Volgfelde übergeben. Westlich von Käthen wurden in der Mitte des 20. Jahrhunderts etwa 20 Hügel einer Grabhügelgruppe aus der Bronzezeit gefunden.

### Herkunft des Ortsnamens
Der Name Käthen könnte abgeleitet sein vom Wort Kate, was für eine ärmliche Behausung steht.
Aleksander Brückner leitete den Ortsnamen 1254 Kotene vom altslawischen „hotь“ für „sucht“ oder „hoteti“ für „wollen“ ab.

### Wüstung bei Käthen
Wilhelm Zahn berichtet im Jahr 1901: Etwa 3,5 Kilometer westlich von Käthen liegt auf der Nordseite des Springberges und auf der Südostseite des Spitzberges die Flur „schwarzes Land“. Diese deutet Zahn als die durch Brand untergegangene Ortschaft Breensal.
Karl Friedrich von Klöden berichtete 1854: Es haben die ältesten Leute von ihren Vätern gehört, dass westlich des heutigen Dorfes in der „unfruchtbaren Heide“ das frühere Dorf gelegen habe, das später Alt Käthen genannt wurde. Die Stelle beschrieb er als „vier Weidenbäume mit einer Bank“ bei einer früheren Schäferei. Nachdem ein anderes Dorf wüst geworden war und dessen Ländereien an Alt Käthen fielen, konnten die Bewohner ihren Wohnsitz auf den fruchtbaren Boden des heutigen Dorfes, nach Neu Käthen verlegen. Alt Käthen lag östlich von der heute zu Uchtspringe gehörenden Ansiedlung Wilhelmshof. Wilhelm Zahn hält das aufgrund des Alters der Kirche für sehr unwahrscheinlich.

### Eingemeindungen

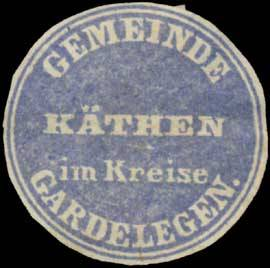
Siegelmarke der Gemeinde Käthen

Ursprünglich im Tangermündeschen Kreis gelegen, gehörte der Ort ab dem 1. Juli 1816 zum Landkreis Gardelegen. Am 25. Juli 1952 wurde die Gemeinde Käthen in den Kreis Stendal umgegliedert, aus dem am 1. Juli 1994 der heutige Landkreis Stendal hervorging.
Bis zum 31. Dezember 2009 war Käthen eine selbstständige Gemeinde mit dem Wohnplatz Deetzerwarthe, gelegen an der alten Heerstraße.
Der Gemeinderat der Gemeinde Käthen beschloss am 15. Juni 2009 die Zustimmung zu einem Gebietsänderungsvertrag, wodurch ihre Gemeinde aufgelöst und Teil einer neuen Einheitsgemeinde mit dem Namen Stadt Bismark (Altmark) wurde. Dieser Vertrag wurde vom Landkreis als unterer Kommunalaufsichtsbehörde genehmigt und trat am 1. Januar 2010 in Kraft.
In der eingeflossenen Gemeinde und nunmehrigen Ortschaft Käthen wurde ein Ortschaftsrat mit 3 Mitgliedern einschließlich Ortsbürgermeister gebildet.

### Einwohnerentwicklung

#### Dorf mit Bahnhof und Molkerei
| Jahr               | 1734 | 1772 | 1790 | 1798 | 1801 | 1818 | 1840 | 1864 | 1871 | 1885 | 1892 | 1895 | 1900 | 1905 |
| Dorf Käthen        | 115  | 60   | 161  | 166  | 148  | 150  | 209  | 247  | 284  | 277  | 291  | 273  | 258  | 230  |
| Bahnhof Vinzelberg |      |      |      |      |      |      |      |      | 014  | 015  |      | 020  |      | 022  |
| Bumanns Molkerei   |      |      |      |      |      |      |      |      |      |      |      |      |      | 06   |

#### Gemeinde
| Jahr | Einwohner |
| ---- | --------- |
| 1910 | [00]262   |
| 1925 | 253       |
| 1939 | 226       |
| 1946 | 382       |
| 1964 | 258       |
| 1971 | 231       |
| 1965 | [00]255   |
| 1981 | 175       |

| Jahr | Einwohner |
| ---- | --------- |
| 1985 | [00]165   |
| 1990 | [00]152   |
| 1993 | 150       |
| 1995 | [00]133   |
| 1998 | [00]125   |
| 2000 | [00]155   |
| 2002 | [00]144   |
| 2004 | [00]144   |

| Jahr | Einwohner |
| ---- | --------- |
| 2006 | [00]143   |
| 2007 | [00]140   |
| 2008 | [00]138   |
| 2009 | [00]137   |

#### Ortsteil
| Jahr | Einwohner |
| ---- | --------- |
| 2010 | [00]137   |
| 2018 | [00]116   |
| 2020 | [00]101   |
| 2021 | [00]100   |
| 2022 | [0]096    |
| 2023 | [0]103    |

Quelle, wenn nicht angegeben, bis 2006:

## Religion

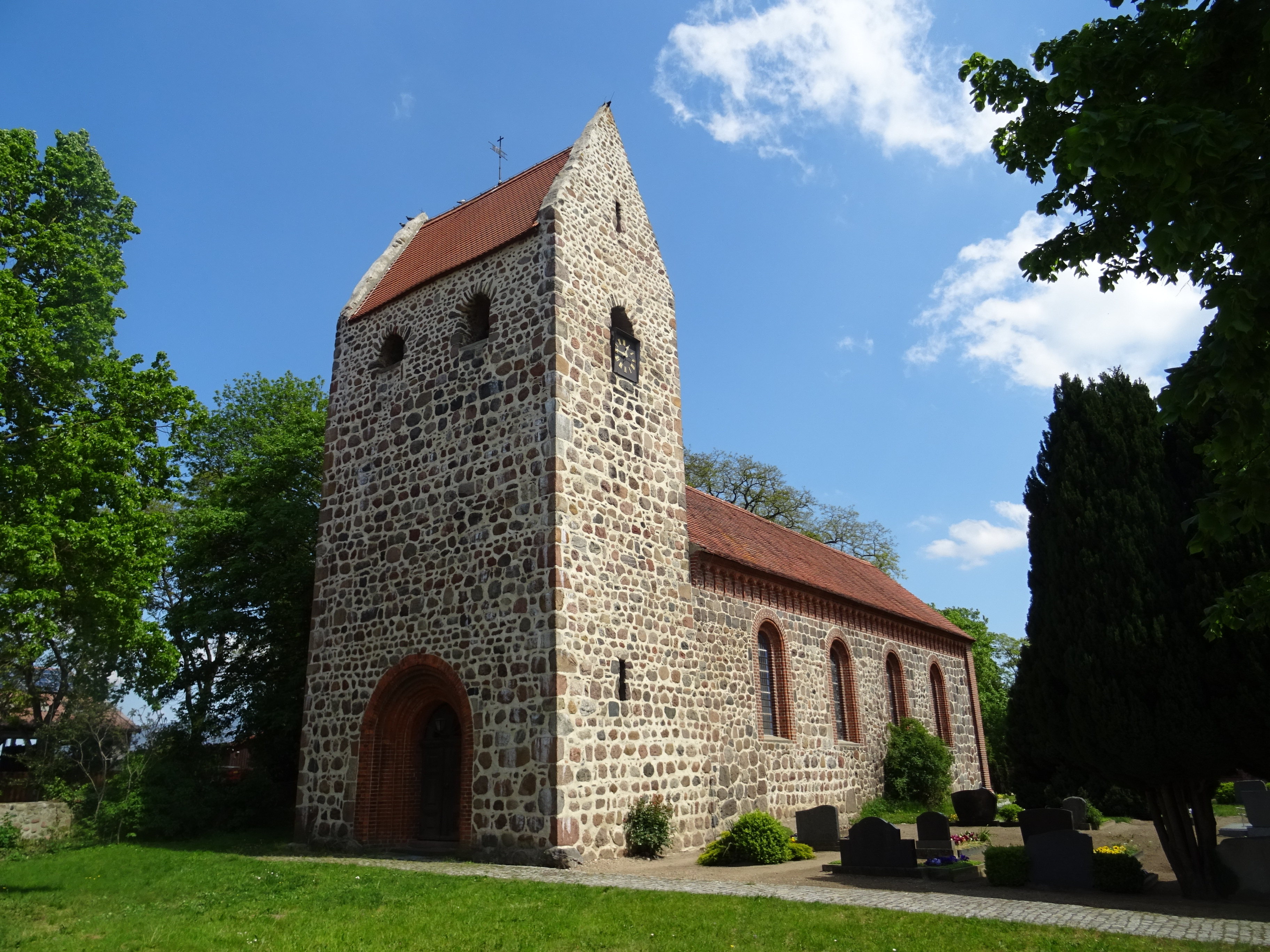
Dorfkirche Käthen

- Die evangelische Kirchengemeinde Käthen, die früher zur Pfarrei Kaethen bei Vinzelberg gehörte,[33] wird heute betreut vom Pfarrbereich Lindstedt im Kirchenkreis Stendal im Bischofssprengel Magdeburg der Evangelischen Kirche in Mitteldeutschland.[34]
- Die ältesten überlieferten Kirchenbücher für Käthen stammen aus dem Jahre 1746.[35]
- Die katholischen Christen gehören zur Pfarrei St. Anna in Stendal im Dekanat Stendal im Bistum Magdeburg.[36]

## Politik

### Ortsbürgermeister
Ortsbürgermeister der Ortschaft Käthen ist Frank Krüger, der auch der letzte Bürgermeister der Gemeinde Käthen war.

### Ortschaftsrat
Bei der Ortschaftsratswahl am 9. Juni 2024 stellten sich die gleichen Kandidaten zur Wahl wie 2019, nur nicht mehr als „Wählergemeinschaft Käthen“, sondern als Einzelbewerber. Alle 3 wurden gewählt und erhielten einen Sitz:
- Einzelbewerberin Feißel
- Einzelbewerber Krüger
- Einzelbewerber Behrens

Von 83 Wahlberechtigten hatten 63 ihre Stimme abgegeben, die Wahlbeteiligung betrug damit 75,9 Prozent.

## Kultur und Sehenswürdigkeiten

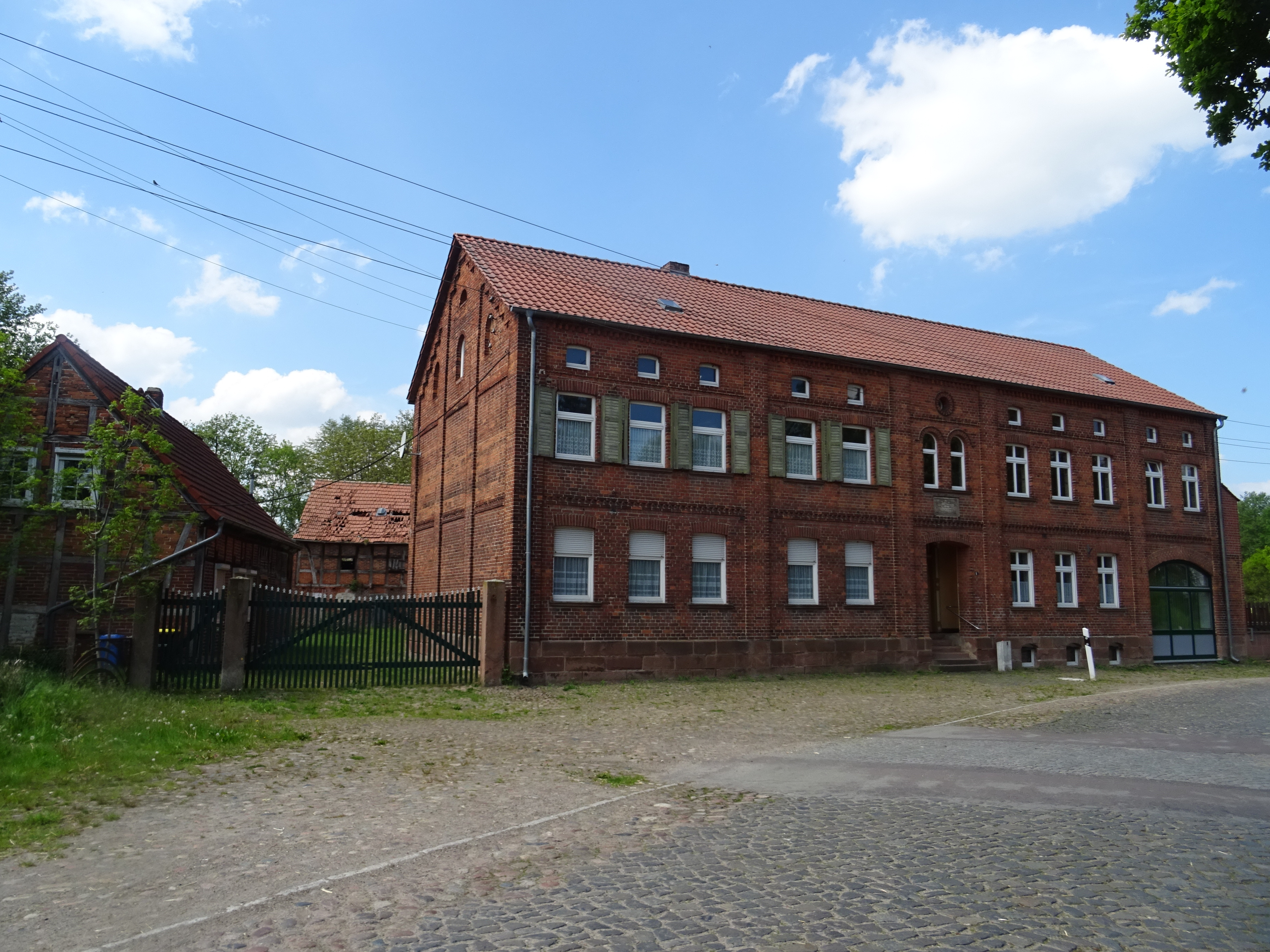
Mühlenhof in Käthen

- Die evangelische Dorfkirche Käthen, ein im Kern spätromanischer Feldsteinbau stammt aus der Mitte des 13. Jahrhunderts.[40] 1876 wurde das Schiff mit Feldsteinen verlängert und mit einem Backsteinfries um einen Meter erhöht und eine Apsis aus Backstein angebaut.[41]
- Die Kirche steht auf dem Ortsfriedhof, der mit einer Feldsteinmauer umfriedet ist.
- 1513 wurde bereits eine Mühle genannt.[11] Bis zur Regulierung der Uchte 1947 war die Wassermühle an der Uchte in Betrieb.[15] Der Mühlenhof mit den Resten der Mühle steht heute unter Denkmalschutz.[3]
- Größtenteils gut ausgebaute Rad- und Wanderwege führen zu den umliegenden Ortschaften.
- Von der Deetzer Warte mit Resten der ehemaligen Befestigungsanlage an der Heerstraße ist der Hauptturm noch gut erhalten.
- In Käthen steht ein Denkmal für die Gefallenen des Ersten Weltkrieges, eine abgestufte Stele mit Treppenaufgang, eingelassen in die Kirchenmauer.[42]

## Sage aus Käthen
Im „Altmärkischen Sagenschatz“ überlieferte der Lehrer Gehne im Jahre 1908 eine gruselige Sage aus Käthen mit dem Titel „Bestrafter Übermut“. In den 1830er Jahren befand sich an der Ostseite der Kirche ein altes verfallenes Gewölbe, in dem Familienglieder der einstigen Rittergutsbesitzer bestattet waren. Ein Knecht namens Väth stieg in das Gewölbe ein und brach aus den Schädeln einige Zähne aus, die er in der Spinnstube des Dorfes den Anwesenden zeigte und damit Unfug trieb. Auf seinem abendlichen Rückweg vernahm er Stimmen auf dem Friedhof, sah nach und plötzlich herrschte Stille. Er will zurück, aber soviel er sich auch immer anstrengt, er kommt nicht vom Fleck… Gegen Morgen erlangte er das Bewusstsein wieder. Sein Körper zeigte verschiedene gerötete und angeschwollene Stellen, die bei jeder Berührung heftig schmerzten.

## Verkehrsanbindung
Durch Käthen führt die Landstraße (L 30) von Kläden nach Vinzelberg, sie kreuzt südlich von Käthen die Bundesstraße 188.
Es verkehren Linienbusse und Rufbusse von stendalbus.
Der Bahnhof Vinzelberg befindet sich nur zirka einen halben Kilometer südlich von Käthen an der Lehrter Bahn. Der Bahnhof gehört entgegen seinem Namen zur Ortschaft bzw. Gemarkung Käthen.